# Ківать (Кузоватовський район)
Ківать (рос. Кивать) — село в Кузоватовському районі Ульяновської області Російської Федерації.
Населення становить 1194 особи. Входить до складу муніципального утворення Єделевське сільське поселення.

## Історія
Від 2004 року входить до складу муніципального утворення Єделевське сільське поселення.

## Населення
| 2010 |
| ---- |
| 1194 |